# Coppa Italia di Legadue 2010
La Coppa Italia di Legadue 2010, denominata "Reale Mutua Assicurazioni CUP" per ragioni di sponsorizzazione, si è svolta il 6 e 7 marzo 2010 al PalaSerradimigni di Sassari.

## Squadre
Le squadre qualificate sono le prime quattro classificate al termine del girone di andata della campionato.
1. Dinamo Sassari
2. Pall. Reggiana
3. Veroli Basket
4. N.B. Brindisi

## Tabellone
|  | Semifinali | Semifinali                | Semifinali   |              |               | Finale        | Finale | Finale |  |
|  |            |                           |              |              |               |               |        |        |  |
|  | 1          | Banco di Sardegna Sassari | 105          |              |               |               |        |        |  |
|  | 1          | Banco di Sardegna Sassari | 105          |              |               |               |        |        |  |
|  | 4          | Enel Brindisi             | 106          |              |               |               |        |        |  |
|  | 4          | Enel Brindisi             | 106          |              | Enel Brindisi | Enel Brindisi | 58     |        |  |
|  |            |                           |              |              | Enel Brindisi | Enel Brindisi | 58     |        |  |
|  |            |                           | Prima Veroli | Prima Veroli | 68            |               |        |        |  |
|  | 2          | Trenkwalder Reggio Emilia | Prima Veroli | Prima Veroli | 68            | 49            |        |        |  |
|  | 2          | Trenkwalder Reggio Emilia |              |              |               |               |        |        |  |
|  | 3          | Prima Veroli              | 77           |              |               |               |        |        |  |

### Tabellini

#### Semifinali
| Arbitri: | Pinto Terreni Perretti |

|                    |            |                     |
| Alessandro Ramagli | Allenatori | Massimo Cancellieri |

| Arbitri: | Caroti Masi Vicino |

|                 |            |                      |
| Romeo Sacchetti | Allenatori | Giovanni Perdichizzi |

#### Finale
| Arbitri: | Aronne Bettini Di Francesco |

|                                     |            |                                |
| Cardinali 16 Thomas 14 Radulović 11 | Punti      | 20 Nissim 15 Gatto 10 Rosselli |
| Crispin 3                           | Assist     | 5 Rosselli                     |
| Thomas 15                           | Rimbalzi   | 6 Gatto, Hines, Rosselli       |
| Giovanni Perdichizzi                | Allenatori | Massimo Cancellieri            |

## Verdetti
- Vincitrice della Coppa Italia: Prima Veroli

Formazione: Dontaye Draper, Marco Rossi, Ivan Gatto, Stefano Simeoli, Guido Rosselli, Sergio Plumari, Afik Nissim, Mario Gigena, Francesco Foiera, Yande Fall, Kyle Hines. Allenatore: Massimo Cancellieri.
- MVP: Jason Rowe.